# 사섬시
사섬시(司贍寺)는 조선시대 저화(楮貨)의 발행과 보급, 노비로부터 공납되는 면포를 관리하던 관청이다. 1401년 사섬서(司贍庶)로 시작하였다 1406년 사섬시로 개정하였다. 저화의 유통이 원활치 못해 폐지되었다가 다시 개설되는 일이 많았다. 그래서 저화의 관리보다는 실질상의 화폐였던 면포의 관리가 주 업무였다. 이후 1705년 사섬색(司贍色)에 흡수되었다.
화폐 발행을 관리하였다는 점에서 오늘날 한국조폐공사의 업무를 일부 담당하였던 기관이라고 볼 수 있다.

## 관제
| 품계  | 관작       | 인원 |
| ----- | ---------- | ---- |
| 정3품 | 정(正)     | 1원  |
| 종3품 | 부정(副正) | 1원  |
| 종4품 | 첨정(僉正) | 1원  |
| 종6품 | 주부(主簿) | 2원  |
| 종7품 | 직장(直長) | 1원  |